# Politikåret 1978

## Händelser

### Januari
- 1 januari – Republikanska folkpartiets Bülent Ecevit får i uppdrag att bilda regering i Turkiet.[1]
- 16 januari – Italiens kristdemokratiska regering under Giulio Andreotti avgår, och regeringskris uppstår.[1]
- 17 januari – Sveriges kungapar besöker Brasilien. Resan kritiseras på sina håll för att Brasilien betecknas som "hård militärdiktatur".[1]
- 19 januari – Socialisten Mario Soares kan efter politisk överenskommelse bilda regering i Portugal.[1]
- 26 januari – Sveriges utrikesminister Karin Söder avslutar ett besök i Spanien, som hon blivit första svenska utrikesminister att besöka.[1]

### Februari
- 1 februari – Sveriges riksdag har allmänpolitisk debatt, med hetsig stämning. Sveriges ekonomiska situation dominerar debatten.[1]
- 3 februari – Västtysklands förbundskansler Helmut Schmidt ombildar sin regering.[1]
- 15 februari – En principöverenskommelse i Rhodesiafrågan tillkännages ha uppnåtts i Salisbury, där en övergångsregering skall styra tills en svart majoritetsregering tar över.[1]
- 17 februari
  - Finlands statsminister, socialdemokraten, Kalevi Sorsa lämnar in en avskedsansökan.[1]
  - Sveriges statsminister Thorbjörn Fälldin stämmer Aftonbladets utgivare i Stockholm, Gösta Sandberg, för en kränkande artikel med nidporträtt i Aftonbladets Magasinet den 29 januari 1978, där han i uppdiktad intervju föreställts intagen på mentalsjukhus.[1]
- 22 februari – Nordiska rådet avslutar sin 23:e session i Oslo.[1]
- 1 mars - Finlands statsminister, socialdemokraten, Kalevi Sorsa bildar ny regering.[1]
- 8 mars
  - Belgradmötet avslutas med enbart ett kort slutdokument.[1]
  - Italiens nya kristdemokratiska regering under Giulio Andreotti bildas, med fem partier. Kommunistern får inte vara med.[1].
  - Jugoslaviens president Josip Broz Tito inleder ett tre dagars officiellt besök i USA.[1]
  - Sveriges riksdag beslutar att från 1983 flytta tillbaka till Riksdagshuset på Helgeandsholmen.[1]
- 16 mars – Italiens kristdemokratiska partiledare Aldo Moro kidnappas vid ett blodigt överfall i Rom, där fem livvakter dödas. Röda brigaderna tar på sig ansvaret.[1]

### Mars
- 2 februari – De konservativa återerövrar valkretsen Ilford North i London, i en valkampanj präglad av invandringsfrågan.[1]

### April
- 5 april – 53-årige ekonomen Raymond Borre får förtroende att bilda ny regering.[1]
- 17 april – Sveriges utrikesminister Karin Söder inleder ett veckolångt besök i Vietnam.[1]
- 19 april – USA:s senat godkänner Panamaavtalet.[1]
- 20 april
  - Stockholms tingsrätt friar Aftonbladets Gösta Sandberg, för en kränkande artikel med nidporträtt i Aftonbladets Magasinet den 29 januari 1978, där han i uppdiktad intervju föreställts intagen på mentalsjukhus.[1]
  - Sveriges riksdag beslutar i första omgången med röstsiffrorna 159-18 att återinföra kognatisk tronföljd i Sverige.[1]

### Maj
- 1 maj
  - Storbritanniens överbefälhavare Neil Cameron talar på Första maj i Peking och säger "–Vi har båda en fiende vid vår dörr, vars huvudstad är Moskva".[1]
  - Rekordpublik noteras på Första maj i Sverige.[1]
- 11 maj – Sveriges statsminister Thorbjörn Fälldin bekräftar att han stannar kvar på posten.[1]
- 14 maj – Israels utrikesminister Moshe Dayan avslutar ett officiellt besök i Sverige efter att under en rundresa även ha besökt Storbritannien och Norge.[1]
- 14 maj – Israel firar 30 år som stat.[1]
- 24 maj – Sveriges statsminister Thorbjörn Fälldin talar i FN.[1]

### Juni
- 3 juni – USA:s tidigare utrikesminister Henry Kissinger besöker Stockholm.[1]
- 6 juni – Västtysklands inrikesminister Werner Maihofer avgår.[1]
- 14 juni – Ledamöter i Storbritanniens parlament kräver att Storbritanniens utrikesminister David Owen kallar hem den brittiske ambassadören i Saudiarabien, där två brittiska ingenjörer piskats för att ha druckit alkohol och brutit mot koranens lagar. Ingenjörerna hade själva valt spöstraffet för att slippa långvariga fängelsestraff.[1]
- 15 juni
  - Italiens president Giovanni Leone meddelar att han avgår.[1]
  - Sveriges kungapar inleder ett en veckas långt besök i Sovjetunionen.[1]
- 16 juni – USA:s och Panama:s presidenter undertecknar Panamaavtalet.[1]
- 23 juni – 15 medlemmar av Röda brigaderna döms till varierande fängelsestraff av en domstol i Turin för en serie mord, bland annat på Aldo Moro, och hotelser.[1]
- 27 juni – Islands borgerliga koalitionsregering under Geir Hallgrimsson beviljas avsked.[1]

### Juli
- 2 juli – Arabförbundet fryser all politisk och diplomatisk kontakt med Sydjemen, vars president Ahmed Hussein al-Ghashmi mördats.[1]
- 8 juli – Sandro Perini avgår som president i Italien.[1]
- 29 juli – USA:s senat förbjuder amerikansk handel med Uganda.[1]

### Augusti
- 4 augusti – Storbritanniens liberala partis tidigare chef Jeremy Thorpe åtalas för delaktighet i mordförsök på fotomodellen Norman Scott.[1]
- 12 augusti – Japan och Kina undertecknar ett freds- och vänskapsavtal i Peking.[1]
- 26 augusti – 65-årige kardinalen Albino Luciani väljs till romersk-katolsk påve.[1]
- 27 augusti – En ny regering tillsätts i Iran, för att dämpa oroligheterna.[1]
- 28 augusti
  - Kinas ledare Hua Kuo-feng avslutar ett veckolångt besök i Jugoslavien.[1]
- 29 augusti – Alfredo Nobre da Costa bildar ny regering i Portugal.[1]
- 30 augusti – Socialdemokratiets Anker Jørgensen bildar ny koalitionsregering med Venstre i Danmark.[1]
- 31 augusti – Framstegspartiets Olafur Johannesson meddelar att han lyckats bilda en isländsk trepartiregering.[1]

### September
- 11 september
  - Sorgehögtider hålls i bland annat Sverige till minne av militärkuppen i Chile 1973.[1]
  - Sveriges kungapar inleder ett fem dagars långt besök i Jugoslavien.[1]
- 17 september – Portugals premiärminister Alfredo Nobre da Costa avgår.[1]
- 19 september – Danmark sänker rösträttsåldern från 20 till 18 år.[1]
- 20 september – Sydafrikas premiärminister John Vorster avgår av hälsoskäl, 62 år gammal.[1]
- 28 september – 62-årige Pieter Willem Botha väljs till ny premiärminister i Sydafrika.[1]

### Oktober
- 1 oktober – I Milano arresterar polisen nio medlemmar av Röda brigaderna och hittar flera vapen och dokument som ger nya ledtrådar i Aldo Moro-fallet.[1]
- 5 oktober – I Sverige avgår den borgerliga regeringen på grund av kärnkraftsfrågan. [1]
- 13 oktober – I Sverige bildar Folkpartiet en minoritetsregering.[1]
- 15 oktober – General João Baptista de Oliveira Figueiredo utses till ny president i Brasilien efter Ernesto Geisel.[1]
- 20 oktober – Belgiens försvarsminister Paul Vanden Boeynants bildar en koalitionsregering.[1]
- 23 oktober – I Tokyo undertecknar Kina och Japan ratifikationsinstrumenten för ett freds- och vänskapsavtal mellan de två.[1]

### November
- 6 november – Efter flera kravaller tillsätter Irans shah Mohammed Reza Pahlavi en militärdominerad regering ledd av Gholam Reza Azhari.[1]
- 17 november – Danska Folketinget ger Grönland självstyre inom det danska riket.
- 24 november – Vid en oblodig militärkupp i Bolivia, ledd av överbefälhavare David Padilla Arancibia, tvingas president Juan Pereda Asbun en militärdominerad regering ledd av Gholam Reza Azhari.[1]
- 27 november – 67-årige Konstantin Tjernenko väljs till fullvärdig medlem av den sovjetiska politbyrån.[1]

### December
- December – Oroligheterna i Iran fortsätter vid månadens slut. En kvarts miljon människor demonstrerar i Mashad, och tre personer skjuts ihjäl i Teheran.[1]
- 5 december
  - På EG-toppmötet i Bryssel läggs grunden till EMS. Utanför EU-byggnaden demonstreras för valutan, med texter på olika språk om att inflationskrisen skall motarbetas med en gemensam europeisk valuta.[1]
  - Egypten bryter med Bulgarien då Bulgariens ambassad i Kairo försökt avhysa en egyptisk tjänsteman samt dennes familj från deras lägenhet i ambassaden.[1]
- 13 december – Portugal premiärminister Carlos da Mota Pintos klarar en misstroendeomröstning från kommunisterna, och får sitter kvar.[1]
- 16 december – USA och Kina enas om att upprätta fullständiga diplomatiska förbindelser från 1 december 1979.[1]
- 18 december
  - Belgiens premiärminister Paul Vanden Boeynants lämnar in avskedsansökan.[1]
  - Turkiets premiärminister Bülent Ecevit inleder ett två dagars besök i Stockholm.[1]
- 18- 22 december – Fyra nya toppar väljs in i Kinas kommunistiska partis politbyrå.[1]
- 22 december
  - Osämjan mellan Frankrike och Guinea får ett slut efter 20 år, då Frankrikes president Valéry Giscard d'Estaing kommer till Conakry.[1]
  - Danmarks undervisningsminister Ritt Bjerregaard avskedas för att ha vägrat betala tillbaka 20 000 kronor som statsminister Anker Jørgensen krävt av henne efter en mycket dyr resa till Paris, och för första gången sedan början av 1900-talet avgår en dansk minister på sådana grunder.[1]
- 26 december – Indiens tidigare premiärminister Indira Gandhi släpps fri från Tihar-fängelset i New Delhi, där hon suttit i en vecka för brott mot parlamentets bestämmelser samt förakt för underhuset.[1]
- 27 december – Park Chung-hi tillträder som president i Sydkorea, och 5 377 fångar friges, blan dem oppositionsledaren Kim Dar Jung.[1]
- 29 december – En ny konstitution i Spanien gör definitivt slut på militärdiktaturen.

### Okänt datum
- Okänt datum – John Smith blir Storbritanniens handelsminister.

## Val och folkomröstningar
- 4 januari – Vid en folkomröstning i Chile uttalar 75,30 % sitt stöd för militärregimen.[1]
- 25 februari – Indiens tidigare premiärminister Indira Gandhis kongressparti segrar vid delstatsvalet i Karanataka.[1]
- 15–16 januari – Presidentval i Finland. Centerns Urho Kekkonen vinner med drygt 82 %, medan Kristliga förbundets Raino Westerholm får 9 % av rösterna.[1]
- 19 mars – Frankrike går till val till nationalförsamlingen, där de borgerliga behåller majoriteten med 291 mandat mot 200.[1]
- 9 april – Filippinerna går till allmänna val. Dagen därpå griper polisen 600 fredliga demonstranter som protesterar mot valfusk.[1]
- 12 april – Sveriges statsminister Thorbjörn Fälldin inleder ett tre dagars besök i Polen, och åker bland annat till Auschwitz.[1]
- 3 juni – General Ziaur Rahman vinner presidentvalet i Bangladesh.[1]
- 6 juni – Kalifornien säger i en folkomröstning ja till sänkt skatt.[1]
- 25 juni – Alltingsvalet på Island leder till borgerligt nederlag.[1]
- 24 september – Folkomröstning i Schweiz leder till skapandet av Jura kanton, Schweiz 23:e kanton, och första förändringen sedan 1848.[1]
- 15 oktober – CSU vinner delstatsvalet i Bayern i Västtyskland.[1]
- 16 oktober – Johannes Paulus II utropas som segrare i romersk-katolska kyrkans val av påve.[1]
- 5 november – Österrike säger i en folkomröstning nej till kärnkraftverket Zwentondorf.[1]
- 7 november – Färöarna går till lagtingsval.
- 8 november – Indiens tidigare premiärminister Indira Gandhi återerövrar en plats i Indiens parlament vid fyllnadsvalet i Karanataka.[1]
- 15 november – Amnesty International publicerar från London en rapport om övergrepp mot mänskliga rättigheter och tortyr mot politiska fångar i Etiopien.[1]
- 6 december – Spanien säger med 87,8 % för i en folkomröstning ja till ny författning.[1]
- 15 december – DRA vinner parlamentsvalet i Sydvästafrika.[1]

## Organisationshändelser
- 8 januari– Lars Werner omväljs som partiledare för VPK vid partikongressen i Stockholm.[1]
- 4 mars – Ola Ullsten väljs till ledare för Folkpartiet efter Per Ahlmark.[1]
- 5 mars – Kinas kommunistiska parti avslutar sin femte nationella kongress. Hua Kuo-feng omväljs till ny ordförande.[1]
- 12 juni – Svenska kommunalarbetareförbundets kongress i Stockholm beslutar att skriva in socialismen i sina stadgar.[1]
- 17 juli – G7-mötet hålls i Bonn.[1]
- 30 september – Sveriges socialdemokratiska arbetareparti avslutar i Stockholm sin 27:e kongress.[1]
- 19 oktober – Jugoslaviens president Josip Broz Tito utser Branko Mikulić till ny ställföreträdare i Jugoslaviens kommunistparti.[1]
- 2 november – Gösta Bohman väljs om som ordförande i Moderata samlingspartiet på stämman i Göteborg.[1]
- 3 november – I Moskva skriver Sovjetunionen och Vietnam på ett vänskaps- och samarbetsavtal.[1]
- 5 november – SIFO:s väljarundersökning visar att Folkpartiets siffror stigit från 11 till 14 %, de bästa sedan början av 1970-talet.[1]
- 27 november – Den kurdiska separatistorganisation PKK bildas.
- 1 december – 68-årige Masayoshi Oira väljs till ordförande i Japans liberaldemokratiska parti.[1]
- Okänt datum – Liberalerna på Åland bildas.

## Födda
- 22 september – Davit Kezerasjvili, Georgiens försvarsminister 2006–2008.

## Avlidna
- 13 januari – Hubert Humphrey, amerikansk senator.[1]
- 18 januari – John Lyng, Norges statsminister 28 augusti–25 september 1963.[1]
- 16 mars – Aldo Moro, italiensk premiärminister.[1]
- 28 april – Mohammed Daoud Khan, Afghanistans första president 1973–1978.
- 22 juni – Jens Otto Krag, Danmarks statsminister 1962–1968 och 1971–1972.[1]
- 6 augusti – Paulus VI, romersk-katolsk påve.[1]
- 22 augusti – Jomo Kenyatta, Kenyas president 1964–1978.[1]
- 17 oktober – Giovanni Gronchi, Italiens president 1955–1962.
- 21 oktober – Anastas Mikojah, 82, Sovjetunionens president.[1]
- 8 december – Golda Meir, israelisk premiärminister 1969–1974.[1]
- 10 december – Emilio Portes Gil, Mexikos president 1928–1930.
- 27 december – Houari Boumédiènne, Algeriets president.[1]

### Fotnoter
1. 1 2 3 4 5 6 7 8 9 10 11 12 13 14 15 16 17 18 19 20 21 22 23 24 25 26 27 28 29 30 31 32 33 34 35 36 37 38 39 40 41 42 43 44 45 46 47 48 49 50 51 52 53 54 55 56 57 58 59 60 61 62 63 64 65 66 67 68 69 70 71 72 73 74 75 76 77 78 79 80 81 82 83 84 85 86 87 88 89 90 91 92 93 94 95 96 97 98 99 100 101 102 103 104 105 106 107 108 109 110 111 112   Horisont 1978. Bertmarks